# Landgraf H-2
Landgraf H-2 là một loại trực thăng của Hoa Kỳ, do Fred Landgraf thiết kế, chế tạo tại công ty Landgraf Helicopter Company ở Los Angeles, California.